# Douya-Onoye
Douya-Onoye (oder Douya-Onoy) ist ein Departement in der Provinz Ngounié in Gabun und liegt im Südwesten des Landes. Das Departement hatte 2013 etwa 37.700 Einwohner.

## Gliederung
- Mouila